# Phrynichodamon
Phrynichodamon is een geslacht van de zweepspinnen (Amblypygi), familie Phrynichidae. Het geslacht bestaat uit één nog levende soort.

## Soorten
- Phrynichodamon scullyi - (Purcell, 1902)